# فرودگاه تیکت پورتیج
فرودگاه تیکت پورتیج (به انگلیسی: Thicket Portage Airport) یک فرودگاه همگانی باربری با کد یاتا YTD است که یک باند فرود صخره‌ای دارد و طول باند آن ۶۷۴ متر است. این فرودگاه در کشور کانادا قرار دارد و در ارتفاع ۲۰۷ متری از سطح دریا واقع شده است.